# Associação de Voleibol de Monserrate
A  Associação de Voleibol de Monserrate (em inglês: Montserrat Volleyball Association,MVA) é  uma organização fundada em 1986 que governa a pratica de voleibol em Monserrate, sendo membro da Federação Internacional de Voleibol, a entidade é responsável por  organizar  os campeonatos nacionais de  voleibol masculino e feminino no país.